# 전주 연씨
전주 연씨(全州 燕氏)는 전북특별자치도 전주시를 본관으로 하는 한국의 성씨이다. 시조는 고려의 2등 공신 연주(連珠)이다.

## 본관
전주(全州)는 전라북도 중앙에 위치한 지명이다. 마한(馬韓)의 원산성(圓山成)이며, 백제시대에 완산(完山)으로 불렸다가, 555년(위덕왕 2)에 완산주(完山州)로 하였다. 757년(신라 경덕왕 16)에 완(完)을 의역(意譯)하여 전주(全州)로 고쳤고, 900년(효공왕 4)에 견훤(甄萱)이 이곳으로 후백제의 도읍을 옮겨 백제 부흥의 노력을 하였다. 936년(고려 태조 19)에 후백제가 망하자 안남도호부(安南都護府)가 설치되었다가 940년에 다시 전주로 회복되었다. 983년(성종 2)에 12목 가운데의 하나인 전주목이 설치되었으며, 993년에 승화(承化)로 개칭하고 절도안무사(節度安撫使)를 두었다. 995년에는 강남도(江南道) 관하의 전주순의군절도사(全州順義軍節度使)가 되었다가 1018년(현종 9)에 다시 안남대도호부로 승격되고, 1022년에 전주목으로 개칭되어 1곳의 속군과 11곳의 속현을 포함하는 큰 고을이 되었다.
1310년(충선왕 2)에 전주로 강등되고, 1355년(공민왕 4)에는 부곡으로 강등되었다가 이듬해에 완산부(完山府)로 복구되었다. 1392년(태조 1)에 전주 이씨의 본향지라 하여 완산부유수(完山府留守)로 승격되었으며, 1403년(태종 3)에 전주부(全州府)로 개칭되어 조선시대 동안 유지되었다. 1896년 전라북도 전주군으로 개편되었고, 1935년 전주면이 부로 승격하였으며, 1949년 전주시로 개칭되었다.

## 인구
연(燕)씨는 2015년 대한민국 통계청에서 20명으로 조사되었는데, 전주(全州)를 본관으로 하는 전주 연씨가 16명으로 가장 많다.

## 집성촌
1930년 국세조사 당시 강원도 철원(鐵原)에 2가구, 경기도 여주(驪州)에 1가구 등 중부 지방에 3가구만 있었고, 함경남도 정평(定平), 영흥(永興), 문천(文川), 이원(利原) 등지에 많이 거주하고 있었다.

## 같이 보기
- 나주 연씨